# Neumayr
Neumayr je priimek več oseb:
- Jurij Neumayr, slovenski redovnik
- Lorenz Neumayr, nosilec viteškega križca železnega križca
- Markus Neumayr, nemški nogometaš
- Melchior Neumayr, avstrijski paleontolog